# 格哈德·施特克
格哈德·施特克（德語：Gerhard Stöck，1911年7月28日—1985年3月29日），德国男子田径运动员。他曾代表德国参加1936年夏季奥林匹克运动会田径比赛，获得男子标枪金牌和男子铅球铜牌。